# Perfect Symmetry (álbum de Fates Warning)
Perfect Symmetry es el quinto álbum de Fates Warning, que fue publicado en 1989. Fue el primer álbum con Mark Zonder en la batería. Fue relanzado como una edición especial remasterizada en junio de 2008 con un disco extra de demos de estudio y un DVD con la actuación en vivo de la banda en la gira mundial de Perfect Symmetry (1989-1990). La pista "Nothing Left to Say" aparece en la banda sonora de la película Freddy's Dead: The Final Nightmare.

## Lista de canciones

### Álbum original

#### Disco 1
| N.º | Título                   | Letras                 | Música        | Duración |  |
| 1.  | «Part of the Machine»    | Matheos                | Fates Warning | 6:16     |  |
| 2.  | «Through Different Eyes» | Matheos                | Fates Warning | 4:22     |  |
| 3.  | «Static Acts»            | Aresti                 | Fates Warning | 4:28     |  |
| 4.  | «A World Apart»          | Aresti                 | Fates Warning | 5:03     |  |
| 5.  | «At Fate's Hands»        | Aresti/DiBiase/Matheos | Fates Warning | 6:59     |  |
| 6.  | «The Arena»              | Aresti                 | Fates Warning | 3:19     |  |
| 7.  | «Chasing Time»           | Matheos                | Fates Warning | 3:38     |  |
| 8.  | «Nothing Left to Say»    | Matheos                | Fates Warning | 8:00     |  |

### Edición Deluxe de 2008

#### Disco 2: Demos de estudio
| N.º | Título                   | Letras                 | Música        | Duración |  |
| 1.  | «Part of the Machine»    | Matheos                | Fates Warning | 7:03     |  |
| 2.  | «Through Different Eyes» | Matheos                | Fates Warning | 4:20     |  |
| 3.  | «Static Acts»            | Aresti                 | Fates Warning | 4:27     |  |
| 4.  | «A World Apart»          | Aresti                 | Fates Warning | 5:38     |  |
| 5.  | «At Fate's Hands»        | Aresti/DiBiase/Matheos | Fates Warning | 6:11     |  |
| 6.  | «The Arena»              | Aresti                 | Fates Warning | 3:52     |  |
| 7.  | «Chasing Time»           | Matheos                | Fates Warning | 4:06     |  |
| 8.  | «Nothing Left to Say»    | Matheos                | Fates Warning | 8:06     |  |
| 9.  | «Part of the Machine»    | Matheos                | Fates Warning | 8:03     |  |
| 10. | «Nothing Left to Say»    | Matheos                | Fates Warning | 4:51     |  |

#### Disco 3: DVD en vivo
Allentown, PA 2 de diciembre de 1989
1. "Fata Morgana"
2. "Part of the Machine"
3. "Silent Cries"
4. "Static Acts"
5. "Through Different Eyes"

Houston, TX 26 de abril de 1990
1. "Fata Morgana"
2. "Static Acts"
3. "Anarchy Divine"
4. "Silent Cries"
5. "Nothing Left to Say"
6. "Quietus"
7. "Damnation"

Amsterdam, Países Bajos 16 de diciembre de 1989
1. "Fata Morgana"
2. "Part of the Machine"
3. "Silent Cries"
4. "The Apparition"
5. "Through Different Eyes"
6. "Nothing Left to Say"

Philadelphia, PA 27 de marzo de 1990
1. "The Arena"

New Haven, CT 11 de diciembre de 1989
1. "Through Different Eyes"
2. "The Apparition"
3. "Damnation"
4. "Exodus"
5. "Drum Solo"
6. "Nothing Left to Say"
7. "The Ivory Gate of Dreams"

Vídeo promocional: "Through Different Eyes"

## Intérpretes
- Ray Alder - voz
- Jim Matheos - guitarra
- Frank Aresti - guitarra y voz
- Joe DiBiase - bajo
- Mark Zonder - batería

## Músicos invitados
- Kevin Moore - teclados
- Faith Fraeoli - violín